# Марія-Йоанна Вельопольська
Марія-Йоанна Вєльопольська (пол. Maria Jehanne Wielopolska, нар. 16 лютого 1882 в Суходолі на   Тернопільщині — помер. 1940, місце не відоме) — польська письменниця, публіцистка і літературний критик.

## Життєпис
Народилася у шляхетській родині Антона Колонна-Валевського і Сабіни Коритко. Систематичної освіти не отримала, але самостійно опанувала знання з літератури, філософії, історії, релігієзнавства. У 1902 році вийшла заміж за шляхтича Конрада Вєльопольського і оселилася у Львові, де брала участь у мистецькому та літературному житті польської спільноти, відвідувала лекції Львівського університету. Дебютувала драмою «Стерв'ятник», яку поставив аматорський експериментальний Незалежний театр. Після цього надрукувала новели та повісті.
Мала атеїстичні погляди, тяжіла до соціалізму, що відбилося у багатьох статтях і повісті «Крияки», де критично оцінено роль клерикальних кіл у січневому повстанні. Через своє походження і творчість отримала прізвисько «Червоної графині». Вдруге одружилася з Єжи Стжемя-Яновським.
У часи І Світової війни працювала в санітарній службі І Бригади Легіонів Польських. Була інтернованою в Угорщині. Навесні 1919 року під час українсько-польських змагань за Галичину була арештована та ув'язнена. Це вплинуло на її ставлення до українців, відбиті у мемуарах «Гонтівщина. Спогади про український бунт у Східній Малопольщі» (1924), у яких зробила українцям ті самі закиди, які висміювала раніше у повісті «Крияки», коли вони стосувались поляків.
Після війни мешкає в Познані і друкує низку творів, що забезпечили їй визнання як письменниці. 1928 року переїхала до Варшави, розлучившись з другим чоловіком. Активно друкувалася у варшавській та познанській пресі.
Була залучена до націонал-визвольного руху, підтримувала культ Юзефа Пілсудського і після травневого замаху на нього покинула літературу, зосередившись на публіцистиці на підтримку Пілсудського. Дискутувала з прихильниками Народної демократії, зокрема письменником Адольфом Новачинським. Пропонувала ввести «цивільне салютування» як вираз поваги до очільника держави, армії, полеглим.
Окрім політичної публіцистики, Вєльопольська переймалася також пропагуванням правил гарних манер і написала порадник «Товариські звичаї». Але протиріччя пропагованих норм із звичними для неї мовними практиками викликало критику і насмішки.
Померла 1940 року за нез'ясованих обставин. Ймовірно, загинула в радянськім або німецькім концтаборі.

## Характеристика творчості
Літературна творчість жанрово і стилістично різноманітна. Твір «Крияки. Розповідь про шістдесят третій рік» називають важливим і вдалим наративом про Січневе повстання. Художньою оригінальністю визначаються прозові збірки «Пані Ель. Сучасний цикл» (1911), «Горлиці» (1915), «Ліхтарі з контр-фалу у св. Агнєшки» (1922) і короткі повісті «Фаунесси. Сучасна повість» (1913) чи «Феміна. Мелодраматична повість», які Люцина Мажец назвала «еманацією вразливості стилю денді в жіночому естетичному та есеїстичному вимірі». Водночас «Братерство народів» позначене ідеями колоніалізму (1925). У співавторстві з Зоф'єю Налковською написала збірку «Книга про приятелів», яка об'єднала портрети тварин. Але найбільшу популярність мали її фейлетони і рецензії на фільми. За ідейну контраверсійність отримала прізвисько Леді парадокс.
Окрім художньої творчості, у її доробку є книжки про Пілсудського «Дороги ув'язнень коменданта» (1935) та «Маршалок у щоденному житті» (1937) та путівник по Варшаві «Столиця Польщі: путівник для екскурсій на один, два і три дні у Варшаві» (1939).

## Нагороди
- Офіцерський хрест Ордену Відродження Польщі (11 листопада 1935)[9]
- Хрест Семидесятиліття січневого повстання[10]
- Золотий Академічний Лавр (5 листопада 1935)[11]

## Твори
- Walewska, Maria-Jehanne, hrabina Wielopolska Pani El. Cykl nowoczesny, Kraków 1911[12].
- Wielopolska, Maria-Jehanne, Faunessy. Powieść dzisiejsza, Wydawnictwo Księgarni Literackiej, Kraków 1913[13].
- Wielopolska, Maria-Jehanne, Kryjaki, 1913.[14]
- Wielopolska, Maria-Jehanne, Synogarlice. Nowele, Warszawa-Kraków 1915.
- Wielopolska, Maria-Jehanne, Kontryfałowe lichtarze u św. Agnieszki. Nowele, Warszawa 1922.
- Wielopolska, Maria-Jehanne, Femina. Opowieść melodramatyczna, Poznań 1924[15].
- Wielopolska, Maria-Jehanne, Gontowszczyzna. Wspomnienia z rebelii ukraińskiej w Małopolsce Wschodniej, Poznań 1925.
- Wielopolska, Maria-Jehanne Braterstwo ludów. Rzecz o dziele nieświadomości, Wydawnictwo Płomień Książnicy Naukowej w Przemyślu 1926.
- Wielopolska, Maria-Jehanne Nuwopowry (nowobiedaccy). Trzyaktowa bajka z 1001 nocy o powojennej prozie, Poznań 1927[16].
- Wielopolska, Maria-Jehanne Józef Piłsudski w życiu codziennym, 1936.
- Wielopolska, Maria-Jehanne Obyczaje towarzyskie, Lwów 1938.
- Dzieła Marii Wielopolskiej w Polonie [Архівовано 10 квітня 2021 у Wayback Machine.]

### Переклади українською
- Бульдожка (у книзі "Модерністки. Антологія польської жіночої прози міжвоєнного періоду)
- Ройза (у книзі "Модерністки. Антологія польської жіночої прози міжвоєнного періоду)